# Philipp Mainländer
Philipp Mainländer (5 de outubro de 1841 – 1 de abril de 1876) foi um poeta e filósofo pessimista alemão. Nascido como Philipp Batz, mais tarde mudou seu nome para "Mainländer", em homenagem a sua cidade natal, Offenbach am Main.
Em sua obra central, Die Philosophie der Erlösung (A Filosofia da Redenção ou A Filosofia da Salvação) — de acordo com Theodor Lessing, "talvez o sistema de pessimismo mais radical conhecido pela literatura filosófica" — Mainländer proclama que a vida é absolutamente sem valor, e que "a vontade, inflamada pelo conhecimento de que o não ser é melhor do que o ser, é o princípio supremo da moralidade”.

## Biografia
Nascido em Offenbach em 5 de outubro de 1841 "como um filho de uma violação conjugal", Philipp Mainländer cresceu como o caçula de seis irmãos.
Em 1856, por instrução de seu pai, Mainländer ingressou na escola comercial de Dresden para se tornar um comerciante. Dois anos depois, ele trabalhou numa casa de comércio em Nápoles, Itália, onde aprendeu italiano e se familiarizou com obras de Dante, Petrarca, Boccaccio e — mais notavelmente — Leopardi. Mainländer mais tarde descreveria seus cinco anos napolitanos como os mais felizes de sua vida.
Durante esse período crítico de sua vida, Mainländer descobriu a obra central de Arthur Schopenhauer, O Mundo como Vontade e Representação. Com dezenove anos na época, mais tarde descreveria o evento como uma revelação penetrante, referindo-se a fevereiro de 1860 como "o mais importante de [sua] vida". De fato, Schopenhauer continuaria a ser a influência mais importante na obra filosófica posterior de Mainländer.
Em 1863, Mainländer voltou à Alemanha para trabalhar no negócio de seu pai. No mesmo ano, ele também escreveu o poema de três partes Die letzten Hohenstaufen ("Os Últimos Hohenstaufens"). Dois anos depois, em 5 de outubro, vigésimo quarto aniversário de Mainländer, sua mãe morreu. Profundamente afetado por essa experiência de perda, Mainländer deu início a um afastamento contínuo da poesia em direção à filosofia. Durante os anos seguintes, ele estudou Schopenhauer, Kant — ("não envenenado por Fichte, Schelling e Hegel, mas criticamente fortalecido por Schopenhauer"), Parzival de Eschenbach e os clássicos da filosofia de Heráclito a Condillac.
Em março de 1869, Mainländer trabalhou na casa bancária J. Mart. Magnus, em Berlim, com o objetivo declarado de acumular uma pequena fortuna dentro dalguns anos e, então, levar uma vida decente com os rendimentos dos juros. Entanto, a quebra da bolsa de valores em Wiener Börse em 8 de maio de 1873 (Wiener Krach), arruinou totalmente Mainländer e causou o fim repentino desses planos. Em 1873, Mainländer renunciou ao cargo no banco sem saber realmente o que faria depois.

### Desenvolvimento deDie Philosophie der Erlösung

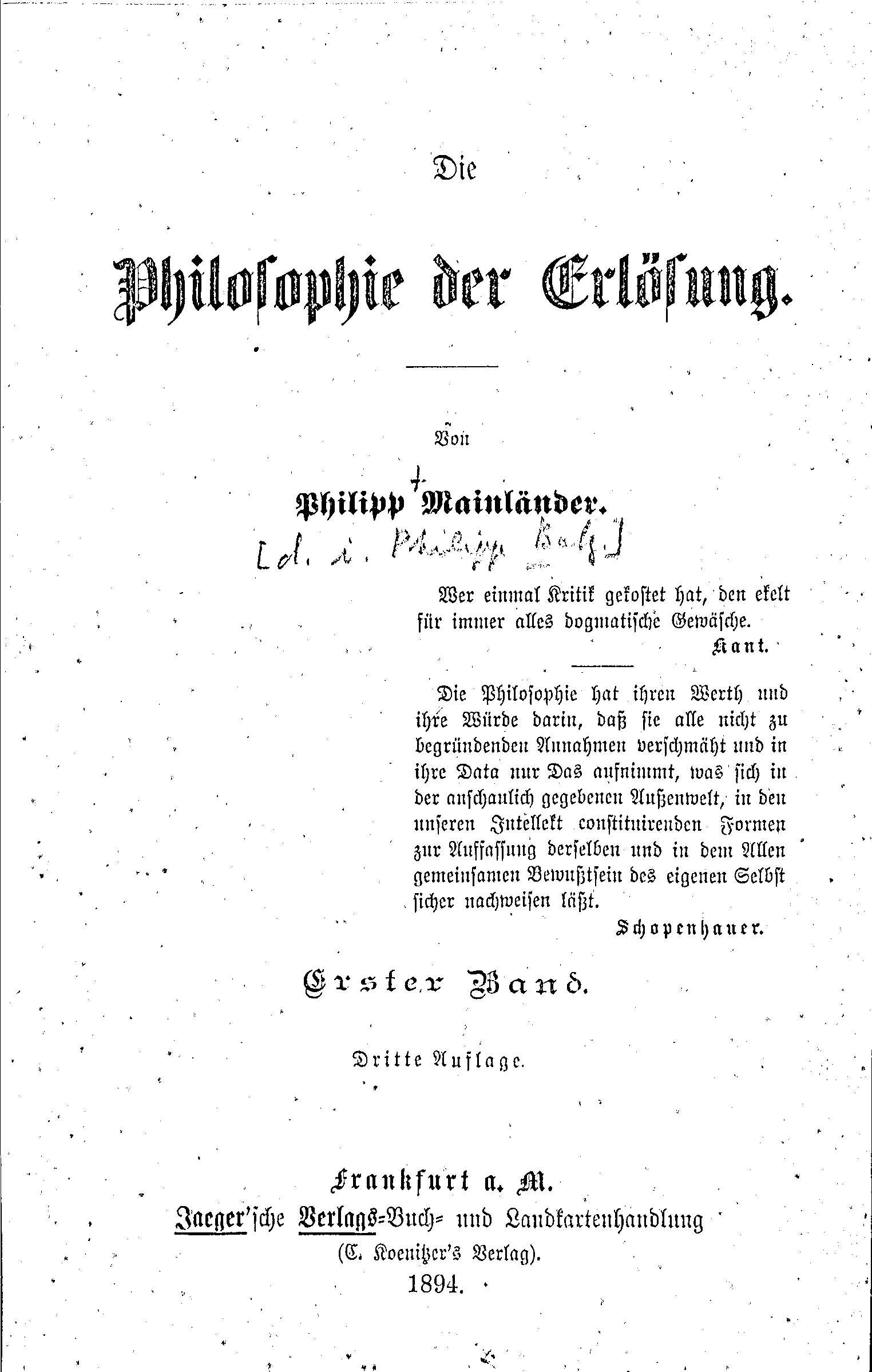
Edição de 1894 da obra "A Filosofia da Redenção", de Philipp Mainländer

Embora seus ricos pais tivessem comprado seu serviço militar em 1861, Mainländer — de acordo com uma nota autobiográfica —expressou o desejo de "ser absolutamente em todas as coisas submetido a outro, para fazer o trabalho mais inferior, ter de obedecer cegamente" e diligentemente empreendeu inúmeras tentativas de servir com armas. Em 6 de abril de 1874, Mainländer, já com 32 anos, apresentou um pedido diretamente ao imperador Guilherme I da Alemanha, que foi atendido; isso resultou em sua nomeação para os Cuirassiers em Halberstadt, começando em 28 de setembro. Durante os quatro meses que antecederam seu recrutamento, Mainländer, obcecado pelo trabalho, compôs o primeiro volume de sua obra principal, Die Philosophie der Erlösung.
Mainländer entregou o manuscrito completo a sua irmã Minna, pedindo-lhe que encontrasse uma editora enquanto ele cumpria o serviço militar. O autor redigiu uma carta a editora ainda desconhecida, solicitando a omissão de seu nome de nascimento e a substituição do nom de plume "Philipp Mainländer", afirmando que nada o abominaria mais do que "ser exposto aos olhos do mundo".
Em 1 de novembro de 1875, Mainländer — originalmente cometido por três anos, mas enquanto isso, assim como ele notou numa carta a sua irmã Minna, "exausto, esgotado… completamente… corpo saudável inefavelmente cansado" — foi dispensado prematuramente do serviço militar e viajou de volta para sua cidade natal, Offenbach, onde — novamente obcecado pelo trabalho — em apenas dois meses, corrigiu as folhas não encadernadas de Die Philosophie der Erlösung, compôs suas memórias, escreveu a novela Rupertine del Fino, e completou o segundo volume de 650 páginas de sua obra prima.
Por volta do início de 1876, Mainländer começou a duvidar se sua vida ainda tinha valor para a humanidade. Ele se perguntou se já havia cumprido os deveres da vida ou se deveria empregá-los para fortalecer o movimento socialdemocrata.:131 Apesar de escrever endereços aos trabalhadores alemães, esses planos não se concretaram. Pouco depois da publicação do primeiro volume de sua obra principal, ele tirou a própria vida, enforcando-se.:101

## Filosofia
Trabalhando na estrutura metafísica de Schopenhauer, Mainländer vê a "vontade" como o núcleo mais íntimo do ser, a arché ontológica. Entanto, ele se desvia de Schopenhauer em aspectos importantes. Com Schopenhauer, a vontade é singular, unificada, e além do tempo e do espaço. O idealismo transcendental de Schopenhauer leva-o a concluir que só temos acesso a um certo aspecto da coisa-em-si por meio da observação introspectiva de nossos próprios corpos. O que observamos como vontade é tudo que há para observar, nada mais. Não há aspectos ocultos. Além disso, por meio da introspecção, podemos apenas observar nossa vontade individual. Isso também leva Mainländer à posição filosófica do pluralismo. Os objetivos que ele estabeleceu para si mesmo e para seu sistema são uma reminiscência da filosofia grega antiga: qual é a relação entre a existência indivisa do "Um" e o mundo em constante mudança do devir que experimentamos.
Além disso, Mainländer enfatiza a ideia de salvação para toda a criação. Este é mais um aspecto em que ele difere sua filosofia da de Schopenhauer. Com Schopenhauer, o silenciamento da vontade é um acontecimento raro. O gênio artístico pode atingir esse estado temporariamente, enquanto apenas alguns santos alcançaram a cessação total ao longo da história. Para Mainländer, a totalidade do cosmos está lenta, mas seguramente se movendo em direção ao silenciamento da vontade de viver e a (como ele chama) "redenção".
Mainländer teorizou que uma singularidade inicial se dispergiu e se expandiu no universo conhecido. Essa dispersão de uma unidade singular para uma multitude de coisas ofereceu uma transição suave entre o monismo e o pluralismo. Mainländer pensava que, com a regressão do tempo, todos os tipos de pluralismos e multiplicidades voltariam ao monismo e ele cria que, com sua filosofia, ele havia conseguido explicar essa transição da unidade para a multiplicidade e devir.

### Morte de deus
Apesar de seus meios científicos de explicação, Mainländer não teve medo de filosofar em termos alegóricos. Formulando seu próprio "mito da criação", Mainländer equiparou essa singularidade inicial a Deus.
Mainländer reinterpreta a metafísica de Schopenhauer em dois aspectos importantes. Primeiramente, no sistema de Mainländer não existe uma "vontade singular". A unidade básica se fragmentou em vontades individuais e cada sujeito existente possui uma vontade individual própria. Por causa disso, Mainländer pode afirmar que uma vez que uma "vontade individual" é silenciada e morre, ela alcança o nada absoluto e não o nada relativo que encontramos em Schopenhauer. Ao reconhecer a morte como salvação e ao dar ao nada uma qualidade absoluta, o sistema de Mainländer consegue oferecer meios "mais amplos" para a redenção. Secundariamente, Mainländer reinterpreta a vontade de viver schopenhaueriana como uma vontade de morrer subjacente, ou seja, a vontade de viver é o meio para a vontade de morrer.

### Ética
A filosofia de Mainländer também inverte cuidadosamente outras doutrinas. Por exemplo, Epicuro vê a felicidade apenas no prazer e como não há nada após a morte, não há nada a temer e ou desejar da morte. Entanto, Mainländer, sendo um pessimista filosófico, não vê nenhum prazer desejável nesta vida e elogia o nada sublime da morte, reconhecendo precisamente este estado de não existência como desejável.
Mainländer defende uma ética do egoísmo. Isso quer dizer que o melhor para um indivíduo é o que o torna mais feliz. Entanto, todas buscas e desejos levam à dor. Assim, Mainländer conclui que uma vontade de morte é melhor para a felicidade de todos e o conhecimento disso transforma a vontade de vida (uma existência ilusória incapaz de alcançar a felicidade) na vontade de morte adequada (buscada por Deus). Em última análise, o sujeito (vontade individual) é um com o universo, em harmonia com ele e com sua vontade originária, caso se deseje o nada. Com base nessas premissas, Mainländer faz a distinção entre o tipo de interesse próprio "ignorante" e "iluminado". O interesse próprio ignorante busca promover-se e capitalizar sua vontade de viver. Em contraste, o interesse próprio esclarecido torna o indivíduo humilde e o leva ao ascetismo, pois isso o alinha adequadamente com a elevação da vontade de morte.

## Personalidade
Foi notado pelos críticos que seu trabalho revela uma personalidade gentil e afetuosa.:121 Jullien Arrét expressou que muitas páginas são calorosas devido à "generosidade de sua alma", e como uma caracterização mais geral que "Mainländer tinha uma natureza delicada e sincera, uma individualidade verdadeiramente notável."
Em cada página de sua obra emerge uma imagem tão gentil e amigável, que pode falar em um tom tão gentil, mas sério, pode sorrir tão sublimemente, que - parece contraditório com seus ensinamentos, mas é verdade - expressa uma alma tão devota, que nós, profundamente comovidos, acenamos gentilmente com sua obra, fazendo-nos confessar: você pode não nos converter à sua redenção, mas nós podemos e temos que entendê-lo, seu coração puro e nobre!— Fritz Sommerlad
Além disso, Frederick C. Beiser observou "a humanidade de Mainländer": "Ele tinha a mais profunda simpatia pelo sofrimento do homem comum e muito de seu pensamento estava preocupado com a pobreza da massa do povo e dos trabalhadores. […] Não é a menor prova da humanidade de Mainländer o fato de ele ter simpatia pelos judeus, cuja caridade e sagacidade ele muito admirava".

## Recepção
Nietzsche leu imediatamente Die Philosophie der Erlösung no ano em que foi publicado, antes que qualquer crítica tivesse aparecido. O trabalho contribuiu para sua separação final da filosofia de Schopenhauer. Em suas próprias obras, Nietzsche não deu atenção a Mainländer até uma década depois, ou seja, na segunda edição ampliada de A Gaia Ciência, o mesmo livro em que introduziu a frase Deus está morto na primeira edição, cinco anos antes: "Seria possível alguém considerar diletantes e solteironas como o apóstolo doentiamente sentimental da virgindade, Mainländer, como um alemão genuíno? Afinal, ele provavelmente era um judeu — (todos os judeus se tornam sentimentais quando moralizam)". Foi sugerido que Mainländer era mais do que uma mera influência e, em vez disso, foi plagiado.
Nietzsche também menciona numa carta que conheceu um adepto da filosofia de Mainländer, "um homem quieto e modesto, um budista, vegetário dedicado". O "homem modesto" disse a Nietzsche que Mainländer não era, de fato, judeu.
No mesmo período, Max Seiling escreveu que cria que Mainländer foi um dos poucos heróis sábios que já pisou neste planeta.:6
A obra de Mainländer não foi bem recebida por autoridades. Na Rússia Imperial, o ensaio de Mainländer sobre o significado esotérico da Trindade foi proibido. No Reichstag alemão, Die Philosophie der Erlösung foi levada à tribuna por ocasião das Leis Antissocialistas. Entanto, socialistas proeminentes se interessaram por seu trabalho. O líder socialista August Bebel refere-se e usa os argumentos do filósofo pessimista em sua obra feminista Mulher e Socialismo. Bebel cita a irmã de Mainländer em sua autobiografia. Também Eduard Bernstein escreveu que estava mui interessado em Mainländer. O primeiro proeminente socialista holandês Nieuwenhuis considerou o trabalho de Mainländer uma "grande contribuição" ao socialismo.
Alfred Kubin, um dos fundadores do Der Blaue Reiter, escreveu sobre Die Philosophie der Erlösung, "este trabalho — que exprime meus pensamentos reais e me fortalece — esta filosofia, constitui o consolo de minha vida e morte".
O escritor japonês Akutagawa escreveu em Uma carta para um certo velho amigo (或旧友へ送る手記, Aru Kyūyū e Okuru Shuki): "Li Mainländer, cuja obra se enraizou profundamente em minha consciência". Ele também se refere a Mainländer em seu romance Kappa.
Emil Cioran ficou muito impressionado com o trabalho de Mainländer. Quando descobriu que Jorge Luis Borges havia escrito sobre Mainländer, iniciou uma correspondência com Borges sobre Mainländer.[carece de fontes?].

## Obras
Em inglês:
- Philipp Mainländer, The Philosophy of Redemption (Tradução de Christian Romuss; Irukandji Press, 2024)

Em alemão:
- Philipp Mainländer, Die Philosophie der Erlösung (Vol. I: 1876; Vol. II: 1886).
- Philipp Mainländer, Die Letzten Hohenstaufen. Ein dramatisches Gedicht in drei Theilen: Enzo — Manfred — Conradino (1876).
- Philipp Mainländer, Die Macht der Motive. Literarischer Nachlaß von 1857 bis 1875 (1999).

Em castelhano:
- Philipp Mainländer, Filosofía de la redención (Traducción de Manuel Pérez Cornejo; Edición de Carlos Javier Gonzalez Serrano y Manuel Pérez Cornejo; Ediciones Xorki, 2014).